# Branche Nord-Est de la Pierriche
Branche Nord-Est de la Pierriche är ett vattendrag i Kanada.   Det ligger i provinsen Québec, i den sydöstra delen av landet, 400 km nordost om huvudstaden Ottawa.
I omgivningarna runt Branche Nord-Est de la Pierriche växer i huvudsak blandskog. Trakten runt Branche Nord-Est de la Pierriche är nära nog obefolkad, med mindre än två invånare per kvadratkilometer.